# Чуйский (кластер геопарка Алтай)
Чуйский — кластер геопарка «Алтай», расположен в Алтайских горах. Административно относится к Кош-Агачскому району Республики Алтай. Объекты парка рассредоточены на большой территории, в различных высотных и ландшафтных зонах района.

## Концепция парка
ЮНЕСКО определяет геопарк как территорию, на которой единая концепция сохранения природного и культурного наследия строится вокруг уникальных геологических объектов. В рамках геопарка эффективно сливаются такие особенности региона как: георазнообразие, биоразнообразие, этнокультурное и сакральное наследием, в единую концепцию развития региона. Основой для геопарка является высока плотность геологических объектов различного генезиса.

Деятельность геопарка преследует три основные цели:
- сохранение геологического наследия территории;
- популяризация геологических и экологических знаний;
- достижение постепенного но постоянного улучшения качества жизни местного населения;

## Описание парка
Объекты кластера Чуйский расположены в бассейне двух межгорных котловин — Чуйской и Курайской. Территория со всех сторон ограничена высокогорными хребтами. С Севера Курайским хребтом, с востока хребтами Сайлюгем и Чихачева, с юга Южно-Чуйским и Северо-Чуйскими хребтами. Данная территория подвергалась многократному оледенению, котловины а среднем неоплейстоцене представляли из себя огромное ледниково-подпрудное озеро. Территория, особенное её южная часть является зоной практически сплошного распространения многолетнемерзлотных пород. Самые разнообразные по форме и генезису геологические объекты свидетельствуют о масштабных геологических процессах, происходивших в далёком прошлом и продолжающиеся сегодня. Наглядности иллюстраций этих явлений помогает малолесистая, открытая высокогорная местность.

## Климат
В целом климат на территории Чуйской и Курайской межгорных котловин характеризуется как климат полупустынь, и определяется как категория BSk по классификации Кёппена. Территория геопарка закрыта от влияния Атлантики главным водоразделом Алтайских гор, что определяет его резко континентальный характер. Абсолютный максимум температуры, зарегистрированный метеостанцией составил +38 °C, а абсолютный минимум — −62 °C. Таким образом, разница между максимальной и минимальной температурами составляет 100 °C, что относит климат этой территории в разряд экстремальных. Особенно велики колебания суточных температур в летний период, с сохранением вероятности ночных заморозков. Небольшое количество осадков характерно для всего года. Количество солнечных дней в году превышает 300, что делает район одним из самых солнечных мест России.
Но нужно учесть, что объекты геопарка рассредоточены на достаточно большой территории, локальный климат которых может сильно отличаться друг от друга. К влияющим факторам относятся: высота местности над уровнем моря, экспозиция склонов относительно сторон света, близость к зонам оледенения и др.
В таблице приведены данные по метеостанции села Кош-Агач.
- Среднегодовая температура воздуха: −4,2 °C
- Средняя скорость ветра: 3,5 м/с

| Показатель                   | Янв.  | Фев.  | Март  | Апр. | Май | Июнь | Июль | Авг. | Сен. | Окт. | Нояб. | Дек.  | Год  |
| ---------------------------- | ----- | ----- | ----- | ---- | --- | ---- | ---- | ---- | ---- | ---- | ----- | ----- | ---- |
| Средняя температура, °C      | −27,3 | −23,4 | −11,8 | 0,0  | 7,4 | 12,8 | 14,8 | 12,7 | 6,6  | −2,6 | −15,5 | −23,7 | −4,2 |
| Норма осадков, мм            | 3     | 1     | 1     | 4    | 8   | 21   | 38   | 26   | 8    | 4    | 4     | 4     | 122  |
| Источник: ФГБУ "ВНИИГМИ-МЦД" |       |       |       |      |     |      |      |      |      |      |       |       |      |

## Типы объектов
На территории Кош-Агачского района для целей геопарка отобрано 47 объектов для кластера Чуйский сгруппированные в 11 типов.
- Гидрологические
- Геокриологический
- Палеогеографические
- Стратиграфические
- Геоморфологические
- Палеонтологические
- Геоархеологические
- Тектоно-Сейсмологические
- Петро-Минералогические
- Гляциологические
- Лимнологические

| № п/п                    | Название                                          | Описание |  |
| ------------------------ | ------------------------------------------------- | --- |  |
| Гидрологический          | Бугузунский источник                              | Памятник природы Республики Алтай, находится в долине реки Аккаjлӳ-Ӧзӧк, в суровой, труднодоступной местности. Источник почитаем местными жителями, открыт для посещения с июня по октябрь.                                                |  |
| Геокриологитческие       | Криогенные оползни в долине реки Чаган-Узун       | Изменения климата на планете прямым образом влияют на формы рельефа. Оттаивание реликтовых многолетнемерзлотных формаций в горах, приводит к зримому изменению окружающего ландшафта.                                                      |  |
| Палеогеографические      | Береговые валы и террасы                          | Отсутствие антропогенной нагрузки и следов урбанизации, а так же фактор открытой безлесой местности, способствуют наглядной демонстрации процессов формирования вмещающего ландшафта.                                                      |  |
| Стратиграфические        | Разрез Чаган                                      | Демонстрация напластований осадочных пород, наглядно подтверждает теоретическую основу геологической стратиграфии. |  |
| Геоморфологические       | Курчавые скалы в долине реки Чаган                | Эпоха оледенения оставила максимально значимый след в ландшафте региона, отполированные ледником скалы свидетельствуют о перемещении огромных масс льда.                                                                                   |  |
| Палеонтологические       | Обнажения Кызыл-Чин                               | Обнажение горных пород, позволяют наблюдать палеонтологическую летопись с дневной поверхности, не закладывая шурфы и разрезы. |  |
| Геоархеологические       | Петроглифы                                        | Условия геопарка позволяет наблюдать археологические памятники различных эпох, на поверхности вмещающего ландшафта, сопоставляя естественные физические процессы формирования ландшафта и антропогенные.                                   |  |
| Тектоно-сейсмологические | Древний сейсмооползень на Курайском хребте        | Следы землетрясений в засушливом климате геопарка хорошо сохраняются на протяжении длинного временного периода, не подвергаясь значительному эрозийному воздействию климатических факторов, что позволяет изучать их максимально наглядно. |  |
| Петро-минералогические   | Кора выветривания в междуречье Аккая- Талдыдюргун | Те же факторы открытой местности, и естественного обнажения древних пород, преобразованных в рыхлую структуру коры выветривания позволяют изучать различные минералы с земной поверхности.                                                 |  |
| Гляциологические         | Ледники Южно-Чуйского и Северо-Чуйского хребта    | С северной стороны хребтов в долины спускаются ледники доступ к которым намного проще, относительно других зон оледенения Горного Алтая.                                                                                                   |  |
| Лимнологические          | Озеро Аккуль                                      | Из ледниково-подпрудных озер берёт начало большинство рек на Горном алтае. Практически к каждой троговой долине приурочено одно или несколько таких озер.                                                                                  |  |